# حركة مكافحة التبغ

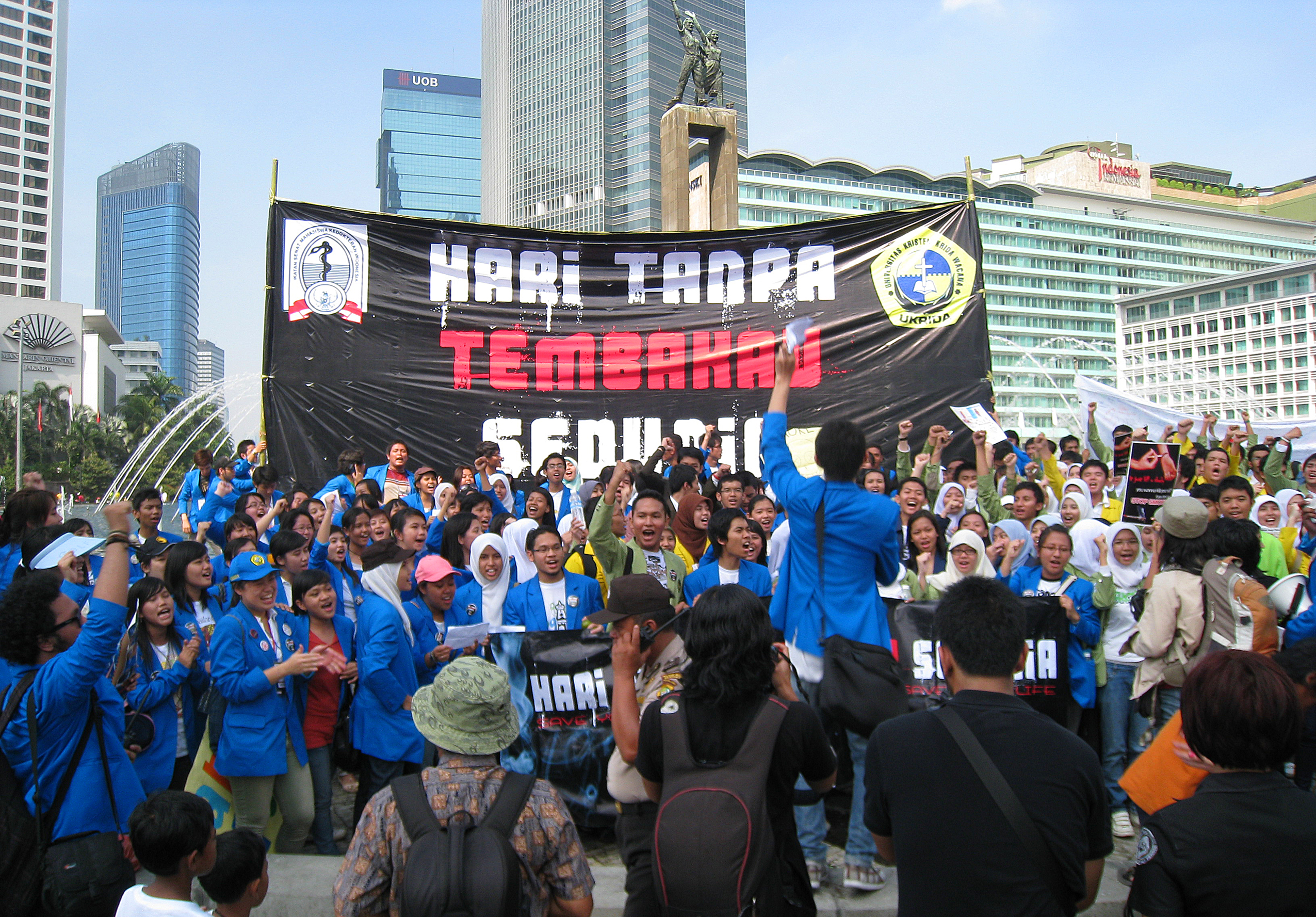
طلاب الطب في جاكرتا يتظاهرون ضد التبغ خلال إحياء "يوم دون تبغ"، فندق البندران اندونيسيا، جاكرتا، اندونيسيا. 30 أيار،2010

حركة مكافحة التبغ، هو مصطلح يستخدم لوصف المنظمات المعارضة لممارسة التدخين، أو تلك التي تدعو إلى فرض قيود صارمة على منتجات التبغ بسبب المخاطر الصحية المرتبطة بالتدخين واحتمال الإدمان الذي قد تسببه. هذا وتشمل مبررات هذه الدعوة بشكل عام القلق إزاء تكاليف الصحة العامة التي يسببها التدخين، فضلا عن الخطر الذي يتعرض له غير المدخنين من التدخين السلبي.
وقد كان يشار إلى حركة مكافحة التبغ بازدراء على أنها «الحركة المناهضة للتدخين» في مذكرات صناعة التبغ الداخلية، وذلك لوصف التهديدات المنظمة التي تمثلها لأعمالهم وتسود مخاوف الصحة العامة. ولا زال من الشائع أن يشار إليها في الحياة اليومية على أنها «الحركة المناهضة للتدخين» من قبل الأشخاص المدخنين وغير المدخنين على حد سواء.

## تاريخ معارضة التدخين
تضمن عهد البابا أوربان السابع أول منع عام معروف للتدخين في العالم حيث بلغت مدته ثلاثة عشر يوما وذلك في عام (1950)، حيث هدد بتطبيق عقوبة الطرد على كل شخص «يحمل التبغ في طريق شرفة الكنيسة أو داخلها، سواء كان ذلك من خلال مضغه، تدخينه عبر الغليون أو استنشاقه ونفثه عبر الأنف». كما صدر أقرب حظر أوروبي للتدخين على مستوى المدينة بعد ذلك بوقت قصير، مثل الحظورات التي طبقت في كل من بافاريا وكورساشن، إضافة إلى أجزاء محددة من أستراليا. وذلك في أواخر القرن السابع عشر.
وفي عام 1604، قام الملك جيمس الأول بكتابة لغط للتبغ، حيث وصف فيها التدخين على أنه: «عرف مكروه للعين، بغيض على الأنف، مؤذ للدماغ، خطير على الرئتين، ودخانه الأسود الكريه، أقرب ما يشبه الدخان الرهيب المنبعث من جهنم التي لا قعر لها.»
تم منع التدخين في برلين في العام 1723، وفي كونيجسبيرج في عام 1742، كما منع في ستيتن في العام 1744. ولكن تم إلغاء جميع الحظورات هذه في ثورة عام 1848.
كما أن الحزب النازي فرض منعا للتدخين في كل جامعة ومركز بريدي ومشفى عسكري ومكتب تابع للحزب النازي في ألمانيا، حيث تم ذلك بأمر من معهد كارل آستل لأبحاث مخاطر التبغ وتم تطبيقه في عام 1941 بأمر من أدولف هتلر. كما انتشرت حملات عريضة مناهضة للتبغ على نطاق واسع من قبل النازيين واستمرت حتى زوال النظام في عام 1945.

### الولايات المتحدة
ساهمت الاكتشافات الطبية في الحملة الوطنية لمكافحة التدخين في الولايات المتحدة. واليوم فقد تم تشجيع حركة مكافحة التبغ بشكل مبدئي بسبب المخاوف الصحية التي عقبت دراسة السيد ريتشارد دول التي قام بها في الخمسينيات والتي تظهر صلة التدخين مع سرطان الرئتين وغيره من الأمراض.
تضم منظمات مكافحة التدخين البارزة كلا من منظمة العمل بشأن التدخين والصحة ومنظمة أجواء العمل بشأن التدخين والصحة إضافة إلى المجلس الكندي لمكافحة التبغ.
وهناك معياران أساسيان لاتفاقيات حركة مكافحة التبغ هما:
- أولا، إن التدخين كريه ومؤذ لغير المدخنين، كما أنهم يمتلكون الحق بعدم التعرض لدخان وأنقاض المدخنين السامة.
- ثانيا، إن التدخين ضار لصحة المدخنين ولذلك فإن
  - يجب منع الأطفال والمراهقين من الشروع بالتدخين.
  - يجب تشجيع المدخنين على الإقلاع من أجل وقايتهم الشخصية.

هذا وقد كان الاتجاه العام المسلم بأن التدخين يبعث على الإدمان وهو مؤذ للصحة من أكثر العوامل الرئيسية لنجاح حركة مكافحة التبغ، وهو الأمر الذي ركز فكرة تأييد محاربة التدخين في عقول العامة وتحدى الاتفاق الاجتماعي السابق على أن التدخين غير مؤذ وحتى أنه عادة مفيدة. بشكل محدد، فإن الوعي لمخاطر الصحة التي تنتج عن التدخين السلبي حولت اتجاه الجدل من حقوق المدخنين إلى حقوق الغير مدخنين.
بعد قرون رأينا فيها التدخين كعادة عادية، وعلى الرغم من المعارضة الضخمة من صناعة التبغ، استطاعت حركة مكافحة التبغ بأناة أن تحقق النجاح في عدد من البلدان، حيث مررت عدة سلطات قضائية قوانين حول منع التدخين في الأماكن العامة المغلقة، كما دعمت الحكومات في بعض البلدان الحملات التي قامت بها حركة مكافحة التدخين كجزء من مبادراتها لرعاية الصحة العامة.
هذا وقد كانت المعارضة السياسية للتدخين حركة منطقية بعد أن وعى العامة على المخاطر الصحية المرتبطة بهذا المنتج. وقد اتخذ ذلك عدة أشكال، إلا أن أكثر قانون جدير بالذكر بدأ في ولاية مينيسوتا في منتصف السبيعينيات.
مينيسوتا قانون الهواء النظيف في الأماكن المغلقة عام 1975: وهو قانون صدر ينص على وضع الحاجز لتشريعات مكافحة التدخين في الولايات الأخرى.. يأمر هذا القانون بأن تقيم المنشآت والشركات أماكن للمدخنين وغير المدخنين داخل مبانيها. وقد كان الخطوة الأولى للحركة تجاه الفصل بين المدخنين وغير المدخنين في الولايات المتحدة.
عقب النصر الذي حققته في مينيسوتا، استمرت الحملة بالقتال ضد الأعمال الكبرى. وقد أضحت مينيسوتا لاعبا أساسيا في المعارضة المبكرة للتدخين، كما تبعتها بذلك على الفور ولايات أخرى، حيث أصبح التدخين قضية حكومية وطنية.
استمرت الحرب ضد التبغ بين مصانع الأعمال الكبرى ومعارضة بيع واستهلاك التبغ. بدأت هذه الحرب عندما تم اعتبار التبغ كخطر صحي، ولا زال حتى الآن. كما أن الجدل وصل إلى الميدان السياسي، بدأ بالقلق على الشباب الأميركي. وأصبح الإعلان مسخرا تجاه شباب الدول كافة (انظر الإعلان في الأسفل).
في عام 1992، تم سن التشريعات التي تزيد من الغرامات على بيع منتجات التبغ للقاصرين كما كانت العقوبة أكثر شدة لاستهلاك منتجات التبغ من قبل من هم تحت السن القانوني. حيث شكل هذا نصرا لحركة مكافحة التبغ.
عقب ذلك النصر، عزمت الحركة على سن قانون الترخيص، التي قد تتطلب حيازة رخصة من الأشخاص الذين كانوا يخططون لبيع منتجات التبغ. وبناء على هذا القانون، فإن الأعمال المتعلقة بالتبغ والتي تنتهك شروط الرخصة ستغرم وستسلم الأموال لتطبيق تعزيزات أكثر صرامة. إلا أن عقود هذه الرخصة لم تمرر على الإطلاق.
هذا وقد بدأت ولايات أخرى باستحداث قيود على التدخين في الميادين العامة. حيث بدأ ذلك في أواخر الثمانينيات ولا زال مستمرا حتى يومنا هذا.
حصلت الحركة في عام 1998 على تمويل ضخم ومستمر من أجل الترويج لتشريع التحكم بالتبغ والتأييد من اتفاقية تسوية ماجستير التبغ. وقد سمحت أموال الحركة بتشكيل تأييد متعدد لمجموعات مكافحة للتبغ بوقت كامل على مستوى المناطق والولايات إضافة إلى المستوى الوطني. [بحاجة لمصدر]

## مقاومة حركة مكافحة التبغ في الولايات المتحدة
هناك أربعة شركات رئيسية تمتلك 98 بالمائة من صناعة التبغ في الولايات المتحدة وهي:
شركة فيليب موريس الولايات المتحدة الأمريكية وشركة تبغ آر. جي. رينولدز وبراون ويليامسون إضافة إلى شركة تبغ وريلارد.
تتحكم هذه الشركات الأربعة في معظم مبيعات التبغ في الولايات المتحدة، كما انها تشكل المعارضة الرئيسية لحركة مكافحة التبغ. وفي الوقت الذي بدأت فيه المعلومات المتعلقة بالمخاطر الصحية لاستهلاك التبغ بالتسرب، كان على هذه الشركات أن تقوم بعمل شيء لدحض تلك المعلومات. حيث كان هناك قسم في الحركة يتعلق عمله بالدعاية المناهضة لتلك الشركات. وكانت تستند هذه المعلومات على المخاطر الصحية المتعلقة باستهلاك التبغ فقط، لذا فقد ردت شركات التبغ على هذه المعلومات من خلال تكوين شركاتهم الخاصة لإجراء الأبحاث التي ستعارض الدراسة التي قامت بها المؤسسات الصحية مثل إدارة الغذاء والدواء الأميركية.
وقد سمي هذا المجلس بلجنة دراسة صناعة التبغ، وأعيدت تسميته فيما بعد لتصبح مجلس التبغ- الولايات المتحدة. حيث أظهرت هذه اللجنة أن شركات التبغ كانت قلقة بشأن القضايا الصحية كما كانت تقوم بالتغييرات لتفادي تلك القضايا.
إضافة إلى ذلك، فقد مولت تلك الشركات دراسة الفوائد الصحية والأوجه المضرة التي يسببها التبغ للمستهلكين الدائمين. وقد ساعدت هذه الدراسة على تبرير عملها بحجة أن جزءا من أموالها تذهب لتمويل الأبحاث المتعلقة بالصحة.
هناك ثلاثة مستويات اتخذتها صناعة التبغ لمعارضة حركة مكافحة التبغ وهي: الفكري والشخصي فضلا عن المستوى السياسي.
- الفكري: استندت معارضة مكافحة التبغ على فكرة أن التدخين ليس ضارا بالقدر الذي يجعله الناس يبدو كذلك.[6] وقد اتخذ هذه الموقف غالبا مجلس دراسة التبغ (CTR)، حيث كان يمول هذا المجلس أساسا من قبل شركات صناعة التبغ الكبيرة وهي (فيليب موريس الولايات المتحدة الأميركية، وشركة تبغ آر. جي. رينولدز ووبراون ويليامسون ووريلارد)، كما تم إنشاؤه لدراسة الفوائد والمخاطر الصحية للتبغ.
- الشخصي: استند تشريع معارضة التبغ على حق المدخنين الشخصي بالاستمرار بعادة التدخين. وهذا الجدل يعتمد على الخيار الشخصي بالقيام بالتدخين وأن على الحكومة ألا تعاقب الأشخاص الذين يمارسون نشاطاتهم الخاصة.
- السياسي: يضم الشركات الأكبر التي تنتخب المسؤولين ممن يعرف أنهم سيعارضون حركة مكافحة التبغ.[6]

كما استخدمت شركات فيليب موريس الولايات المتحدة الأمريكية وشركة تبغ آر. جي. رينولدز وبراون وويليامسون إضافة إلى شركة تبغ وريلارد الدفاع المتمثل حول الحديث الحر في سبيل الدفاع عن حملاتها لاستهلاك التبغ في الولايات المتحدة. «إن موضوع الحديث الحر يستخدم كجدل قوي ضد تقييد الإعلان عن منتجات التبغ». فالشركات الكبرى لا ترى التبغ كقضية أخلاقية، كما تراه الحركة، وإنما هو عبارة عن عمل فقط. وبسبب هذا الأمر، فهي تعتقد أنه يجب معاملة التبغ كأي منتج آخر يطلب ويجب الإعلان عنه وفقا لذلك أيضا.
معالجة موضوع التبغ على أنه منتج:.
استخدم التبغ كعملة في الولايات المتحدة في السابق، كما أنه يمتلك تاريخا من القوى الشافية الغامضة. وبسبب هذا التاريخ فقد طور التبغ قاعدة واسعة من الاستهلاك.
ويعد ان تم إثبات حقيقة كون التبغ مؤذ طبيا للمستهلك، تمت مكافحته من قبل المعارضة القائلة بأن «المسبب» الحقيقي لم يقدم بين القضايا الصحية واستهلاك التبغ.
وقد شكلت ولاية كارولينا الشمالية جزءا كبيرا من هذه المعارضة حيث أنها تمتلك معظم تمويل التبغ فضلا عن وجود معظم مزارع التبغ فيها أيضا، فقد كانت لها مصلحة كبيرة في المنتج. وبالنسبة لكارولينا الشمالية فإن التبغ ليس مجرد منتج بل إنه جزء كبير من السبب وراء ازدهار الولاية اقتصاديا.
هذا وقد عارضت منظمات عديدة حركة مكافحة التبغ، سواء بالاستناد إلى خلفية التحرر من بين عدة محرضات. وقد ضمت مثل هذه المجموعات الغابة، التي تمول بشكل أساسي من صناعة التبغ. كما تتضمن مجموعات تحررية أو مجموعات محافظة سياسية معهد كاتو، الذي يشير إلى «اللوبي المناهض للتدخين» بوصفه «حرب تقاد من قبل علم جشع وسيئ» إضافة إلى معهد هارت لاند.

## الإعلان الموجه للشباب
في الوقت الذي اكتسبت فيه حركة مكافحة التبغ الزخم، أصبحت إعلانات التبغ عنصرا أساسيا للمعارضة. وقد كان الإعلان الموجه للشباب وسيلة شعبية قامت بها حركة مكافحة التبغ، إضافة إلى شركات صناعة التبغ. «ستة مليارات دولار كانت تنفق على الإعلان والترويج لمنتجات التبغ في عام 1993.» 
كان الشباب هدفا شعبيا ليس بوصفهم المستهلكين المستقبليين فحسب، وإنما لأنهم المستهلكين الحاليين على حد سواء. وقد أظهر «مسح أجري في عام 1994 على أطفال يبلغون من العمر ثلاثة عشر عاما في سان خوسيه، كاليفورنيا أن نسبة 88 بالمائة تأثرت بإعلانات السجائر».
وعندما أعلم الناس أن استهلاك التبغ يرتبط مباشرة بكل من المرض التنفسي ومرض القلب فضلا عن انتفاخ الرئة، كانت الولايات المتحدة جاهزة لتعلم المزيد، حيث كان الإعلان الطريقة لجعل هذا الأمر وطنيا.
غيرت صناعة التبغ الأميركي في العقود الأخيرة من تسويقها الذي كان يركز على الدول المتطورة، ووجهته لاستهداف الأطفال وعائلاتهم في الدول النامية. حيث يجادل مارك نيتشر وإليزابيث كارترايت في مقال لهما يدعى «حماية الأطفال من صناعة التبغ» على أن السياسة التجارية للولايات المتحدة قد ساعدت في تشجيع صناعة التبغ على استهداف العائلات في العالم النامي. ومن خلال القيام بذلك، وفقا لمارك وإليزابيث، فإن السياسة الخارجية الأميركية قد تظهر نفسها متناقضة فيما يخص المسائل الصحية، فمن جهة تنفق الولايات المتحدة عقودا في دعم برامج صحة الأطفال في الدول النامية، ومن جهة أخرى فهي ترخص للأطفال ذاتهم بأن يكونوا هدفا لصناعة التبغ ومستهلكين محتملين لمنتجات التبغ.
مايكل بيرشوك، هو «المؤسس المشارك في معهد الدفاع في واشنطن، العاصمة...ويعمل حاليا بوصفه راعيا للجهود المبذولة لمناهضة توسع السوق في الدول النامية من قبل صناعة التبغ العالمية». حيث يؤكد بيرشوك على أن حركة مكافحة التبغ تمثل مزيجا من التهديد للبيئة وتهديدا لصحة الآخرين. وهي تجمع ذروة التهديدين الذين أنشآ الحركة.
تختلف حركة مكافحة التبغ عن غيرها من المنظمات الاجتماعية ذلك لأنها تطورت من خلال المخاطر الصحية والدليل العلمي، أكثر من الاضطهاد السياسي أو الاجتماعي في حركات مثل حركة الحقوق المدنية وحركة المساواة بين الجنسين.
هذا وقد أصبح التدخين السلبي قضية بارزة لدخان التبغ البيئي (ETS). حيث كان انبثاق قضية التدخين السلبي الذي زاد من المخاطر الصحية متعلقا بتدخين التبغ.
كان ذلك عندما اتفقت الجاليات في مختلف أنحاء البلاد على معارضة التدخين، مندمجة مع حقيقة المخاطر الصحية التي نشرتها المجموعات الطبية وعندها أضحت حركة مكافحة التبغ ذات شعبية. كان ذلك في أوائل الستينات، أما الخطوة التالية فقد كانت الإعلان، الذي جعل من القضية شأنا وطنيا (حتى عالميا).